# Stenoptilia lucasi
Stenoptilia lucasi is een vlinder uit de familie vedermotten (Pterophoridae). De wetenschappelijke naam is voor het eerst geldig gepubliceerd in 1990 door Arenberger.
De soort komt voor in Europa.